# Honduras en la Copa Mundial de Fútbol Sub-20 de 2015
La Selección de fútbol sub-20 de Honduras fue una de las 24 selecciones que participó de la Copa Mundial de Fútbol Sub-20 de 2015, la cual se llevó a cabo en Nueva Zelanda entre el 30 de mayo y el 20 de junio de 2015. Honduras clasificó a dicho torneo tras obtener el cuarto puesto del Campeonato Sub-20 de la Concacaf de 2015. 

## Clasificación

### UNCAF
Honduras debutó en la Clasificación para el Campeonato Sub-20 de la Concacaf de 2015 el 17 de julio de 2014, con una derrota frente a Panamá. Luego, el 19 de julio empató a un gol por ambos bandos con Costa Rica. En el tercer partido, disputado el 21 de julio se empató a cero goles con El Salvador. El 23 de julio se le ganó a Guatemala con un solitario gol. El 25 de julio se goleó a la débil Belice por cinco goles a cero. Finalmente, en el último partido de esta fase eliminatoria, Honduras derrotó a Nicaragua con un marcador de 3-1. Honduras acabó en la tercera posición de este mini-torneo.
| Equipo      | Pts. | PJ | PG | PE | PP | GF | GC | Dif |
| ----------- | ---- | -- | -- | -- | -- | -- | -- | --- |
| Panamá      | 15   | 6  | 5  | 0  | 1  | 18 | 7  | +11 |
| El Salvador | 11   | 6  | 3  | 2  | 1  | 18 | 6  | +12 |
| Honduras    | 11   | 6  | 3  | 2  | 1  | 13 | 6  | +7  |
| Guatemala   | 10   | 6  | 3  | 1  | 2  | 10 | 6  | +4  |
| Costa Rica  | 10   | 6  | 3  | 1  | 2  | 13 | 6  | +7  |
| Nicaragua   | 3    | 6  | 1  | 0  | 5  | 6  | 21 | -15 |
| Belice      | 0    | 6  | 0  | 0  | 6  | 0  | 26 | -26 |

### CONCACAF
- Honduras acabó en la segunda posición del Grupo B, detrás de México.

| Equipo      | Pts | PJ | PG | PE | PP | GF | GC | Dif |
| ----------- | --- | -- | -- | -- | -- | -- | -- | --- |
| México      | 13  | 5  | 4  | 1  | 0  | 18 | 3  | +15 |
| Honduras    | 10  | 5  | 3  | 1  | 1  | 11 | 9  | +2  |
| El Salvador | 8   | 5  | 2  | 2  | 1  | 9  | 8  | +1  |
| Cuba        | 4   | 5  | 1  | 1  | 3  | 5  | 17 | -12 |
| Canadá      | 3   | 5  | 1  | 0  | 4  | 8  | 11 | -3  |
| Haití       | 3   | 5  | 0  | 3  | 2  | 7  | 10 | -3  |

| 10 de enero de 2015 | México                                                                                  | 9:1 (6:1) | Cuba      | Montego Bay Sports Complex, Montego Bay |                        |
|                     | - Díaz 1' 20' - Martínez 6' 65' (pen.) - Lozano 36' 40' - Ramírez 43' 47' - Márquez 69' | Reporte   | Saname 3' | Árbitro(s): John Pitti                  | Árbitro(s): John Pitti |

| 10 de enero de 2015 | Honduras                      | 2:2 (2:0) | El Salvador                               | Montego Bay Sports Complex, Montego Bay |                       |
|                     | - Róchez 6' (pen.) - Elís 28' | Reporte   | - Barahona 84' - Villavicencio 90' (pen.) | Árbitro(s): Hugo Cruz                   | Árbitro(s): Hugo Cruz |

| 10 de enero de 2015 | Haití      | 1:3 (1:2) | Canadá                            | Montego Bay Sports Complex, Montego Bay |                        |
|                     | Desire 29' | Reporte   | - Hamilton 11' 18' - Petrasso 70' | Árbitro(s): Leo Clarke                  | Árbitro(s): Leo Clarke |

| 12 de enero de 2015 | Canadá | 0:2 (0:1) | México                    | Montego Bay Sports Complex, Montego Bay |                         |
|                     |        | Reporte   | Lozano 30' · Pineda 90+2' | Árbitro(s): Oscar Reyna                 | Árbitro(s): Oscar Reyna |

| 12 de enero de 2014 | Cuba | 0:3 (0:0) | Honduras                               | Montego Bay Sports Complex, Montego Bay |                                |
|                     |      | Reporte   | - Elís 60' - Suazo 65' - Benavídez 83' | Árbitro(s): Armando Villarreal          | Árbitro(s): Armando Villarreal |

| 12 de enero de 2015 | El Salvador       | 1:1 (0:0) | Haití             | Montego Bay Sports Complex, Montego Bay |                           |
|                     | Villavicencio 27' | Reporte   | Desire 89' (pen.) | Árbitro(s): Sandy Vasquez               | Árbitro(s): Sandy Vasquez |

| 15 de enero de 2015 | El Salvador                                     | 3:2 (1:0) | Canadá                  | Montego Bay Sports Complex, Montego Bay |                             |
|                     | Pérez 43' · Villavicencio 77' · Hernández 90+4' | Reporte   | Boakai 47' · Froese 79' | Árbitro(s): Valdin Legister             | Árbitro(s): Valdin Legister |

| 15 de enero de 2015 | México                                    | 3:0 (2:0) | Honduras | Montego Bay Sports Complex, Montego Bay |                        |
|                     | Díaz 15' (pen.) · Lozano 31' · Guzmán 89' | Reporte   |          | Árbitro(s): John Pitti                  | Árbitro(s): John Pitti |

| 15 de enero de 2015 | Haití                          | 2:2 (1:0) | Cuba                        | Montego Bay Sports Complex, Montego Bay           |                                                   |
|                     | Fernander 57' · Cherenfant 82' | Reporte   | Caballero 79' · Torres 90+2 | Asistencia: 61 espectadores Árbitro(s): Hugo Cruz | Asistencia: 61 espectadores Árbitro(s): Hugo Cruz |

| 19 de enero de 2015 | Cuba          | 2:1 (2:0) | Canadá     | Montego Bay Sports Complex, Montego Bay |                           |
|                     | López 23' 40' | Reporte   | Farmer 53' | Árbitro(s): Sandy Vasquez               | Árbitro(s): Sandy Vasquez |

| 19 de enero de 2015 | El Salvador | 1:3 (0:0) | México                                     | Montego Bay Sports Complex, Montego Bay |                                |
|                     | Moreno 89'  | Reporte   | Ramírez 62' · Díaz 65' · Lozano 68' (pen.) | Árbitro(s): Armando Villarreal          | Árbitro(s): Armando Villarreal |

| 19 de enero de 2015 | Haití          | 2:3 (1:2) | Honduras                            | Montego Bay Sports Complex, Montego Bay |                         |
|                     | Desire 40' 69' | Reporte   | Elis 5' · Chirinos 38' · Róchez 72' | Árbitro(s): Oscar Reyna                 | Árbitro(s): Oscar Reyna |

| 22 de enero de 2015 | Cuba | 0:2 (0:0) | El Salvador      | Montego Bay Sports Complex, Montego Bay |                          |
|                     |      | Reporte   | Barahona 57' 87' | Árbitro(s): David Gantar                | Árbitro(s): David Gantar |

| 22 de enero de 2015 | Honduras                      | 3:2 (1:2) | Canadá                    | Montego Bay Sports Complex, Montego Bay |                               |
|                     | Róchez 23' 83' · Castillo 68' | Reporte   | Bustos 19' · Hamilton 41' | Árbitro(s): Fernando Guerrero           | Árbitro(s): Fernando Guerrero |

| 22 de enero de 2015 | Haití         | 1:1 (0:1) | México     | Montego Bay Sports Complex, Montego Bay |                   |
|                     | Saint-Vil 54' | Reporte   | Lainez 38' | Árbitro(s): Moore                       | Árbitro(s): Moore |

#### Play-Off
- Honduras clasificó al Mundial tras vencer en el partido de play-off a Guatemala por 2 goles a 1.

| 24 de enero de 2015 14:00 | Guatemala   | 1:2 (0:1) | Honduras                | Montego Bay Sports Complex, Montego Bay |                            |
|                           | Álvarez 75' | Reporte   | Chirinos 40' · Elis 57' | Árbitro(s): Henry Bejarano              | Árbitro(s): Henry Bejarano |

### Goleadores
| Jugador           | Goles |
| ----------------- | ----- |
| Bryan Róchez      | 7     |
| Alberth Elis      | 5     |
| Júnior Lacayo     | 3     |
| Deybi Flores      | 2     |
| Fredy Medina      | 2     |
| Michaell Chirinos | 2     |
| John Suazo        | 1     |
| Rembrandt Flores  | 1     |
| Jhow Benavídez    | 1     |
| Dabirson Castillo | 1     |
| Rolin Álvarez     | 1     |

## Preparación

### Amistosos previos
| Fecha               | Lugar                    |               |                          | Resultado |                     |          |
| ------------------- | ------------------------ | ------------- | ------------------------ | --------- | ------------------- | -------- |
| 10 de abril de 2015 | Linz                     | Honduras      | Bandera de Honduras      | 3:2       | Bandera de Catar    | Catar    |
| 16 de abril de 2015 | Linz                     | Honduras      | Bandera de Honduras      | 1:0       | Bandera de Brasil   | Brasil   |
| 21 de abril de 2015 | Belgrado                 | Serbia        | Bandera de Serbia        | 2:1       | Bandera de Honduras | Honduras |
| 11 de mayo de 2015  | Maldonado                | Uruguay       | Bandera de Uruguay       | 1:2       | Bandera de Honduras | Honduras |
| 13 de mayo de 2015  | Montevideo               | Uruguay       | Bandera de Uruguay       | vs        | Bandera de Honduras | Honduras |
| 20 de mayo de 2015  | Bandera de Nueva Zelanda | Nueva Zelanda | Bandera de Nueva Zelanda | vs        | Bandera de Honduras | Honduras |

## Participación
- Datos: Q20994124